# هدبان (محافظة الحناكية)
هدبان قرية من قرى محافظة الحناكية في منطقة المدينة المنورة في السعودية، تقع شرق المدينة المنورة